# Les Plouffe
Les Plouffe é um filme de drama canadense de 1981 dirigido e escrito por Gilles Carle. Foi selecionado como representante do Canadá à edição do Oscar 1982, organizada pela Academia de Artes e Ciências Cinematográficas.

## Elenco
- Gabriel Arcand
- Pierre Curzi
- Juliette Huot
- Émile Genest
- Serge Dupire